# Deep Purple (album)
Albums de Deep Purple
The Book of Taliesyn
(1968) Concerto for Group and Orchestra
(1969)
Deep Purple  est le troisième album studio du groupe britannique de rock Deep Purple, sorti en juin 1969 chez Tetragrammaton Records aux États-Unis et en septembre suivant chez Harvest Records au Royaume-Uni. Sa sortie est précédée du single Emmaretta et d'une longue tournée au Royaume-Uni, dont les dates sont intercalées entre les sessions d'enregistrement de l'album.
La musique de cet album est pour la plupart originale et est une combinaison de rock progressif, de hard rock et de rock psychédélique, mais avec un côté plus dur et avec des parties de guitare plus évidentes que par le passé. C'est le moins réussi commercialement des trois albums publiés par la formation Mark I du groupe, et est ignoré par les critiques lors de sa sortie. Les critiques modernes sont généralement positives et remarquent la variété des styles au sein de l'album et l'audace des arrangements des chansons.

## Liste des pistes
Tous les crédits sont adaptés des versions originales.
| 1. | Chasing Shadows           | 5:34 |
| 2. | Blind                     | 5:26 |
| 3. | Lalena                    | 5:05 |
| 4. | Fault Line (instrumental) | 1:46 |
| 5. | The Painter               | 3:51 |

| 6. | Why Didn't Rosemary? | 5:04  |
| 7. | Bird Has Flown       | 5:36  |
| 8. | April                | 12:10 |

## Musiciens
- Rod Evans : chant
- Ritchie Blackmore : guitares
- Jon Lord : orgue Hammond, piano, clavecin, chœurs, arrangement des cordes sur April
- Nick Simper : basse, chœurs
- Ian Paice : batterie, percussions

## Production
- Derek Lawrence : producteur, mixage
- Barry Ainsworth : ingénieur